# Tura (Rosja)
Tura (ros.: Тура) – według podziału administracyjno-terytorialnego jest to osiedle typu miejskiego zaliczane do kategorii miejscowości miejskich, lecz według podziału municypalnego jest to jednostka municypalna zaliczana do kategorii wiejskich, ale nosząca nazwę "osiedle typu miejskiego Tura". Tura leży w Rosji, w centralnej części Syberii, ośrodek administracyjny rejonu ewenkijskiego Kraju Krasnojarskiego (dawnego Ewenkijskiego Okręgu Autonomicznego). Do 1 stycznia 2007 roku była ośrodkiem administracyjnym Ewenkijskiego Okręgu Autonomicznego (oraz wchodzącego do jego składu rejonu ilimpijskiego); po likwidacji Ewenkijskiego Okręgu Autonomicznego wszystkie trzy rejony w składzie dawnego Okręgu były scalone do jednego rejonu ewenkijskiego obejmującego cały teren dawnego Okręgu.
Osada została założona w 1924 roku. W 2011 roku Tura liczyła 5533 mieszkańców.
W Turze znajduje się lotnisko.